# کوتا سانادا
کوتا سانادا (ژاپنی: 真田 幸太؛ زادهٔ ۲۱ آوریل ۱۹۹۹) یک بازیکن فوتبال اهل ژاپن است.
از باشگاه‌هایی که در آن بازی کرده‌است می‌توان به باشگاه فوتبال شونان بلمار اشاره کرد.